# Yusuke Unoki
Yusuke Unoki (japanisch 宇野木 悠佑; * 30. April 1996 in Tokio) ist ein japanischer Fußballspieler, welcher hauptsächlich als Stürmer auf der Position Linksaußen im Einsatz ist.

## Karriere

### Verein
In seiner Jugend spielte er bis zur U-18 für Kashiwa Reysol und von 2014 bis 2016 in der Mannschaft der Universitätssportabteilung der Kanto-Gakuin-Universität. Nach seinem Abschluss reiste er nach Deutschland, um dort für den VfB Homberg in der Oberliga Niederrhein neun Mal in der Saison 2016/17 zum Einsatz zu kommen. Nachdem er im Herbst bereits einige Spiele für die zweite Mannschaft des Klubs in der Kreisliga A Moers absolviert hatte, war er im Frühjahr ausschließlich für das Kreisligateam im Einsatz und brachte es auf acht Tore und einen Assist bei 15 Ligaeinsätzen. Nach dem Ende der Saison verließ er den Klub und nach etwas mehr als einem Jahr ohne neue Mannschaft kam er beim 1. FC Kleve unter. Dieser war gerade in die Oberliga aufgestiegen und Unoki stieg hier direkt zum Stammspieler auf. In seinen 27 Ligapartieeinsätzen erzielte er sieben Treffer und bereitete zwei weitere vor. Zudem kam er in zwei Spielen der zweiten Mannschaft in der Bezirksliga Niederrhein – Gruppe 5 zum Einsatz. Aber auch hier blieb er nicht lange und verließ am Ende der abgelaufenen Spielzeit 2018/19 den Klub wieder und kehrte erst einmal nach Japan zurück.
Im April 2020 machte er sich nach Finnland auf, wo er nun für den Zweitligisten AC Kajaani spielte. In der Ganzjahressaison kam er an den ersten sieben Spieltagen zum Einsatz, fiel dann für längere Zeit aus. So verließ er diesen Klub auch wieder recht frühzeitig und unterschrieb eine Liga tiefer beim Kultsu FC einen Vertrag. Bei diesem bekam er zwar wesentlich mehr Spielzeit, konnte seine Stärken aber nicht wirklich zeigen. So war für ihn nach dem Ende der Spielrunde dann auch wieder Schluss. Seine bislang letzte Station in Europa waren ein paar Monate beim kroatischen NK Krk, für den der Japaner sieben Meisterschaftsspiele absolvierte.
Wieder zurück in seinem Heimatland, unterschrieb er einen Kontrakt beim Shinagawa CC Yokohama, bei dem er rund ein Jahr lang in der Präfektur-Liga von Kanagawa spielte. Im Februar 2024 schloss er sich auf den Philippinen den Davao Aguilas an, welche gerade wieder in die PFL zurückgekehrt waren. Von April bis Juli 2024 erzielte er hier bei 13 Einsätzen elf Tore und gab drei Vorlagen. Darunter war auch ein Hattrick gegen den Maharlika Taguig FC. Noch während der laufenden Saison wechselte er im September 2024 nach Hongkong, wo er zu einem Ligaeinsatz für die Hong Kong Rangers brachte. In der Winterpause 2024/25 wechselte er zum philippinischen Erstligisten One Taguig FC, mit dem er die Saison auf dem dritten Tabellenplatz beendete und in acht Ligaspielen zum Einsatz kam.